# 黄金駅 (大邱広域市)
黄金駅（ファングムえき）は、大韓民国大邱広域市寿城区にある大邱交通公社（DTRO）3号線の駅である。駅番号は337。

## 駅構造
相対式ホーム2面2線の高架駅。
のりば
※のりば番号の設定は無し。
| 上り | ●大邱都市鉄道3号線 | オリニセサン・寿城区民運動場・漆谷慶大病院方面 |
| 下り | ●大邱都市鉄道3号線 | 寿城池・池山・龍池方面                         |

## 駅周辺
- 黄金2洞住民センター
- CJハローTV大邱放送
- ホームプラス黄金店
- 新韓銀行黄金支店
- 大邱城東初等学校
- 大邱トゥランキル初等学校
- 大邱銀行黄金ネゴリ支店
- 和成産業本社
- 黄金皮膚科（美容皮膚科）

## 歴史
- 2015年4月23日: 3号線の開業とともに開業。

## 隣の駅
大邱交通公社
●3号線
オリニセサン駅 (336) - 黄金駅 (337) - 寿城池駅 (338)